# 여객수송률

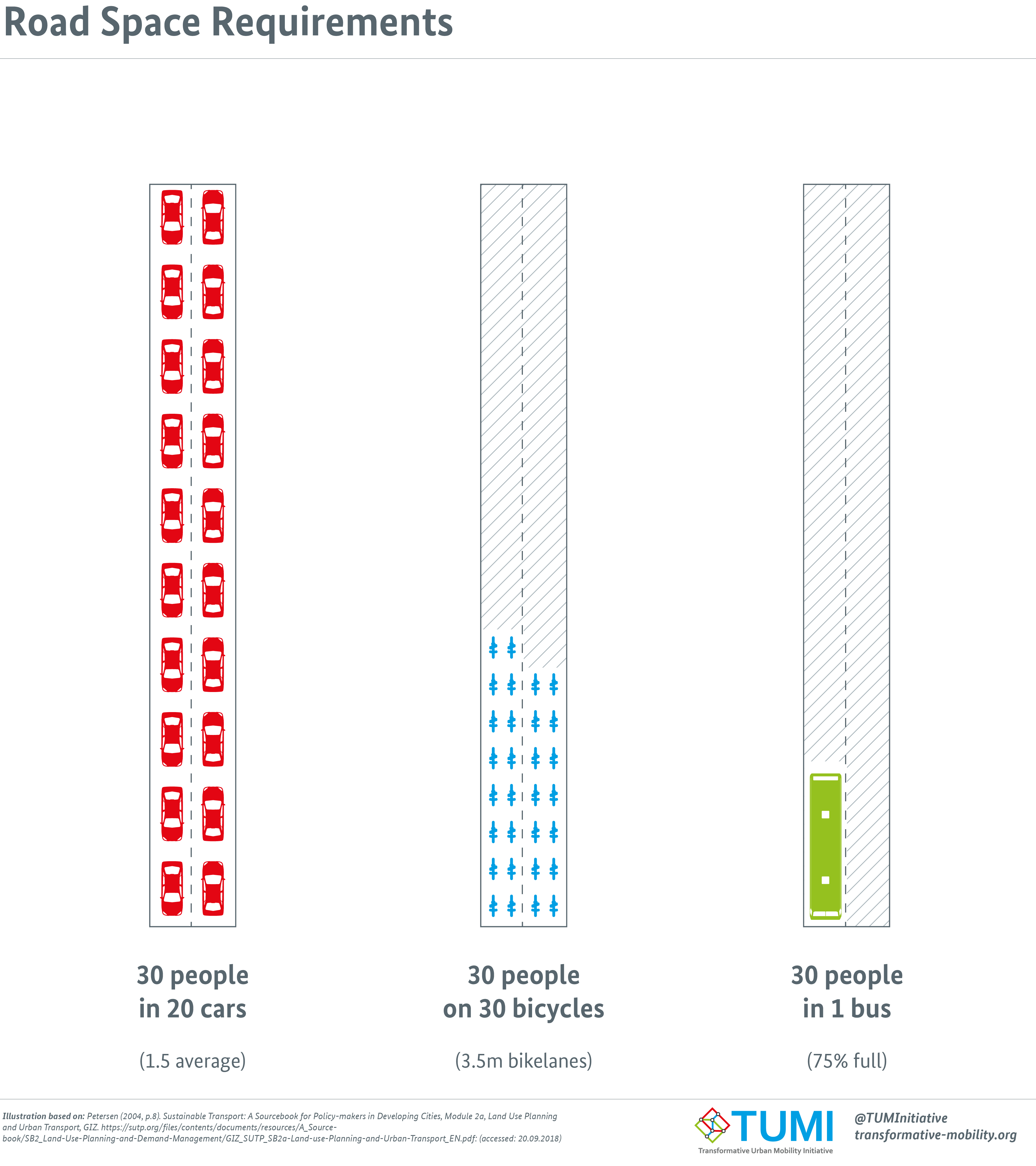
Road Space Requirements

여객수송률(Passenger load factor), 간단하게 수송률(load factor)은 항공편, 여객 철도, 시외버스 등의 대중교통에서 사용하는 설비 가동률이다. 이 수치는 교통사업자에게 좌석점유율 및 운임 수익 계산을 편리하게 해준다.

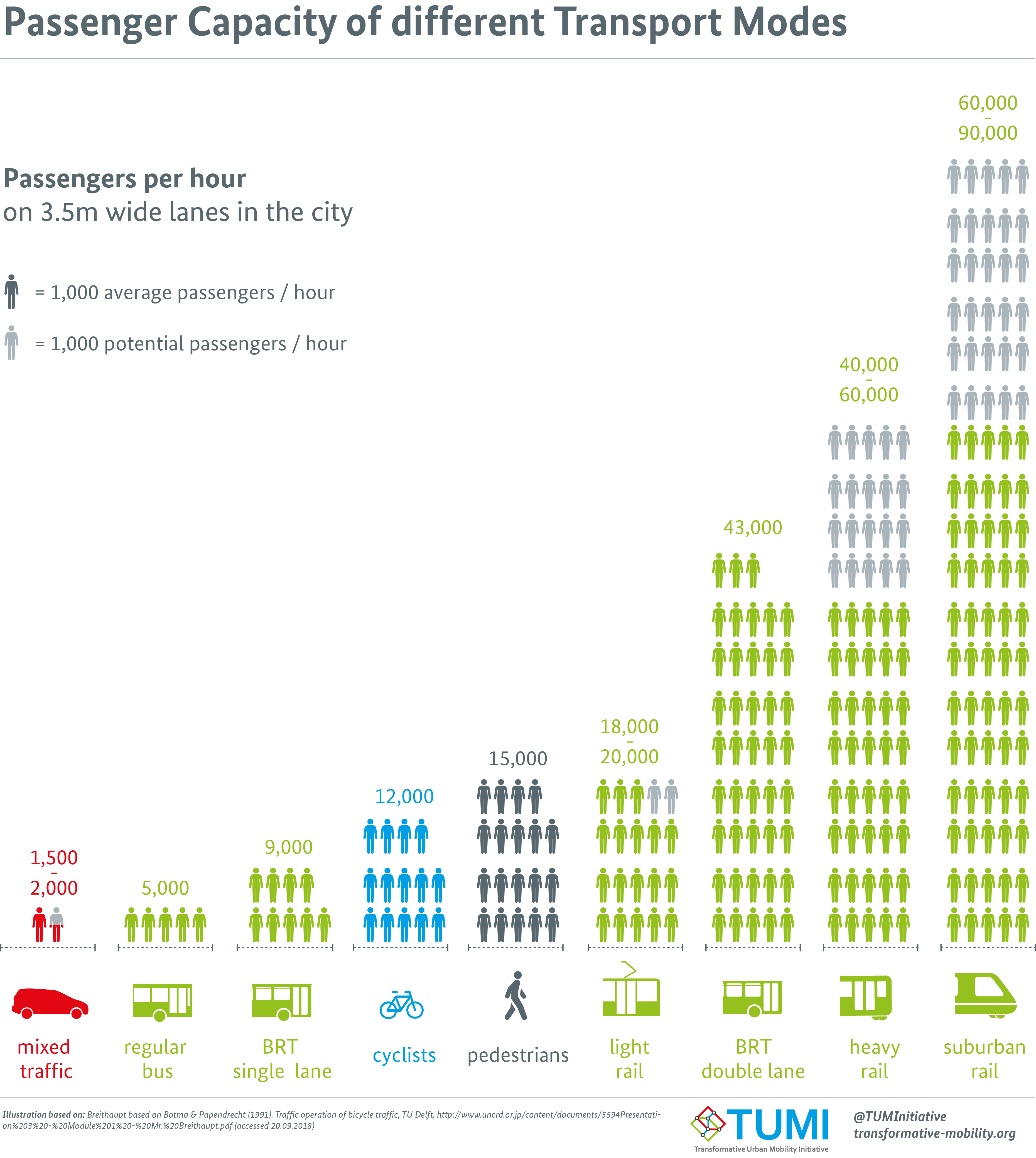
Passenger Capacity of different Transport Modes

국제 항공 운송 협회에 따르면, 2013년 전 세계 여객 항공 산업의 평균 여객수송률은 79.5%였다.

## 계산 예
여객수송률은 현재 점유중인 승객-km를 이용 가능한 좌석-km로 나눈 비율인 무차원 상수이다. 예를 들어, 한 항공사가 각각 200km를 여행하는 100석의 정기 항공편을 5편 만들었는데, 각각의 비행편이 60장 팔렸다고 하자. 그러면 여객수송율은 다음과 같이 계산한다.
{\displaystyle {\frac {(5\ flights)(200\ km/flight)(60\ passengers)}{(5\ flights)(200\ km/flight)(100\ seats)}}={\frac {60,000\ passenger\cdot km}{100,000\ seat\cdot km}}=0.6=60\%}
따라서 이날 항공편이 60,000 승객-km에 100,000 좌석-km를 여행할 때 전체적인 여객수송률은 0.6(60%)이다.

## 같이 보기
- 압괴하중 (Crush load)